# Lục sư ngoại đạo
Lục sư ngoại đạo (zh. liùshī wàidào 六師外道, ja. rokushi gedō), cũng được gọi lại là Ngoại đạo lục sư, 
Sáu Giáo Chủ Dị Giáo là sáu triết gia và đạo sư tôn giáo sống cùng thời với Đức Phật Thích Ca Mâu Ni tại Ấn Độ cổ đại. Họ đại diện cho những trường phái triết học đối lập với con đường Trung đạo mà Đức Phật truyền dạy. Các học thuyết của họ được mô tả chi tiết trong Kinh Sa-môn quả thuộc Trường Bộ Kinh.

## Danh sách Sáu Giáo Chủ

### 1. Pūraṇa Kassapa
Phú-lan-na Ca-diếp (zh. 富蘭那迦葉, pi. purāṇa-kassapa): phủ nhận giá trị chân thật của thiện ác, do vậy không quý trọng đạo đức.
Pūraṇa Kassapa chủ trương thuyết vô hành (akiriyāvāda), cho rằng không có hành động nào — thiện hay ác — mang lại hậu quả đạo đức. Ông tin rằng linh hồn không bị ảnh hưởng bởi các hành vi thân thể.

### 2. Makkhali Gosāla
Mạt-già-lê Câu-xá-lê (zh. 末伽梨拘舍梨, pi. makkhali-gosāla): chủ trương thuyết định mệnh.
Makkhali Gosāla là người đề xướng thuyết định mệnh (niyativāda). Ông tin rằng mọi sự việc đều được định sẵn, không thể thay đổi bởi ý chí hay hành động cá nhân.

### 3. Ajita Kesakambala
A-kì-đa Sí-xá-khâm-bà-la (zh. 阿耆多翅舍欽婆羅, pi. ajita-kesakambarin): chủ trương duy vật luận.
Ajita Kesakambala theo chủ nghĩa duy vật và hư vô. Ông phủ nhận nghiệp, luân hồi và thế giới bên kia. Theo ông, con người chỉ là thân xác vật lý và cái chết là sự chấm dứt tuyệt đối.

### 4. Pakudha Kaccāyana
Ca-la-cưu-đà Ca-chiên-diên (zh. 迦羅鳩馱迦旃延, pi. pakudha-kaccāyana): giải thích sự hiện hữu của thế giới thông qua 7 yếu tố cơ bản.
Pakudha Kaccāyana dạy rằng vũ trụ được cấu thành từ bảy yếu tố vĩnh cửu: đất, nước, lửa, gió, lạc, khổ và linh hồn. Những yếu tố này không tương tác với nhau, do đó hành động con người không có ý nghĩa thực sự.

### 5. Nigaṇṭha Nāṭaputta
Ni-kiền-đà Nhã-đề-tử (zh. 尼乾陀若提子, pi. nigaṇṭha-nātaputta): người sáng lập Kì-na giáo, theo chủ thuyết tương đối.
Nigaṇṭha Nāṭaputta, được nhận diện là Mahavira, giáo chủ thứ 24 của Jain giáo. Ông nhấn mạnh đến khổ hạnh nghiêm khắc, kỷ luật bản thân và bất bạo động tuyệt đối (ahiṃsā) để đạt giải thoát.

### 6. Sañjaya Belaṭṭhaputta
San-xà-da Tì-la-chi-tử (zh. 珊闍耶毘羅胝子, pi. sañjaya-velaṭṭhiputta): chủ trương chủ nghĩa hoài nghi.
Sañjaya Belaṭṭhaputta có lập trường bất khả tri, không đưa ra kết luận nào về các vấn đề siêu hình. Ông khuyến khích việc đình chỉ phán đoán và thừa nhận sự bất khả của tri thức chắc chắn.

## Ý nghĩa trong Phật học
Sáu Giáo Chủ Dị Giáo đại diện cho những quan điểm cực đoan trong bối cảnh triết học và tôn giáo Ấn Độ cổ đại. Trái ngược với họ, Đức Phật đề xướng Trung đạo – con đường tránh xa cực đoan, dựa trên trí tuệ, từ bi và tu tập thiền định nhằm đạt đến giác ngộ và giải thoát.